# マルティン・セセー
マルティン・セセー・イ・ラカスタ（Martín Sessé y Lacasta、1751年 – 1808年10月4日）は、スペインの植物学者。18世紀に、ヌエバ・エスパーニャ（現在のメキシコ）に移住し、新大陸の植物の研究、分類を行った。

## 生涯
Baraguásで生まれた。サラゴサで医学を学び、1775年にマドリードに移った。1779年に軍医になり、キューバを経てヌエバ・エスパーニャに派遣された。1785年にヌエバ・エスパーニャの王立植物園の委員に任じられた。メキシコ大学に植物園が作られ、植物の研究が始められるとセセーは植物学の研究に専念するために医学の道を離れた。1786年にセセーは当時ヨーロッパでほとんど知られていなかった新大陸の植物を調査する大規模な探検旅行を提案しスペイン王カルロス3世に認められた。1787年から探検の準備を始め、すでに同様な調査が行われていたサントドミンゴ、プエルトリコ、キューバを訪れた。キューバでは、彼は蔓延が始まっていた寄生病の治療に協力した。
ヌエバ・エスパーニャに戻り、マドリードの王立植物園の園長のオルテガ（Casimiro Gómez Ortega）が選んだスペインの植物学者たちと落ち合った。探検隊に加わったのはヌエバ・エスパーニャで最初の植物学教授となったセルバンテス（Vicente Cervantes）や自然史博物館の前身であるGabinete de Historia Naturalを組織したマルチネス（José Longinos Martínez）や薬学者、植物学者のカスティリョ（Juan Diego del Castillo）やマルドナード（José Maldonado）であった。ヌエバ・エスパーニャ生まれのホセ・マリアノ・モシニョーも探検隊に加わった。画家としてJuan Cerdaが加わり、メキシコ人のAtanasio Echeverríaも画家として加わった。
科学者たちは、グループに分かれて、カナダの太平洋岸、アンティル諸島、ユカタン半島、ニカラグア、サンフランシスコなどに送られた。セセーとモシニョーはおもに、メキシコの中部を主に調査した。標本を収集し、同行した画家が植物の図を描いた。メンバーの1人、カスティリョは『アカプリコの植物』（Plantas descritas en el viaje de Acapulco）を著した後、1793年にメキシコで没した。セセーらの探検は1803年に終わったが、彼らの著作が出版されたのは1880年代になってからであった。
セセーはスペインに、集めた標本を携えてスペインに戻り、メキシコの植物に関する著作に取り掛かったが、完成する前に1808年に没した。セセーの標本はマドリードの王立植物園に収められた。200の新しい植物の属と3500の新種の植物を含む約7100の標本であった。モシニョーの持ち帰った植物画は1820年にバルセロナでモシニョーが没すると行方不明となったが1980年になって発見され、編集され出版された。
ナス科のセッセア属（Sessea）などにセセーの名が残されている。

## 著書
- Sessé, M. y J.M. Mociño, "Flora Mexicana", in La Naturaleza (2nd series, 1891; 2nd ed., 1894).
- Plantae Novae Hispaniae (1889)